# ببروني
ببروني (بالإيطالية: Pepperoni)‏ هو نوع من الأطعمة الغذائية من أصول إيطالية-أمريكية، وهو غذاء حار مليء بالبهارات من السلامي (السجق الجاف)، وعادة ما تكون مصنوعة من لحم الخنزير المقدد أو لحم البقر، ولكن يمكن إضافة لحم الدواجن لتقليل التكلفة، وهو سليل سلاميس حار من جنوب إيطاليا، مثل salsiccia Napoletana piccante، وسجق حار جاف من نابولي أو soppressata من كالابريا. ببروني هي بيتزا شعبية تحتل المرتبة الأولى في الطراز الأميركي. أيضاً، يستخدم أحياناً في تحضير السندويشات .
لطلب الببروني المحضر على الطريقة الأمريكية في إيطاليا، يجب طلبها بالاسم salame piccante or salamino piccante (سلامي حار، من قلورية). الاسم الإيطالي للبيتزا بالببروني هو pizza alla diavola (مع السجق الحار).
في جميع أنحاء أوروبا القارية، ببروني هي كلمة مشتركة لمختلف أنواع الفلفل الحلو، بما في ذلك الفلفل والتوابل الصغيرة، والفلفل المخلل غالباً ما يعرف باسم peperoncino أو peperone piccante في إيطاليا والفلفل pepperoncini أو الموز في الولايات المتحدة
نتريت الصوديوم، ويستخدم كعامل لحفظ الببروني، هو ما يعطي ببروني الجزء الوردي من اللون البرتقالي المميز لها، في حين الفلفل الحلو أو الفليفلة توفر الجزء البرتقالي من اللون.
خلافاً لما حدث في أوروبا، يتم استخدام الكلمة الإنجليزية ببروني لعدد لا يحصى من الاسم المفرد.
قد تكون الببروني طعام حلال أو كشروت حسب طريقة صناعتها من لحم البقر أو الدواجن.
ويستخدم الببروني في أنواع مشهورة للبيتزا مثل دومينوز بيتزا

## وصلات خارجية
http://www.hormelfoods.com/brands/hormel/hormelpepperoni.aspx